# ديفلوبنزورون
ديفلوبنزورون هو مبيد حشري ينتمي إلى فئة البنزويل يوريا، ويُستخدامه في زراعة الغابات والمحاصيل الحقلية للسيطرة الانتقائية على الآفات الحشرية، وخاصة عث كاتربيلر في الغابات، وسوسة لوز القطن، وعث الغجر، وأنواع أخرى من العث.
يُستخدم الديفلوبنزورون أيضًا على نطاق واسع كمبيد لليرقات، إذ تستخدمه سلطات الصحة العامة في الهند لمكافحة يرقات البعوض. 
حظي مبيد الديفلوبنزورون بموافقة خطة تقييم مبيدات الآفات التابعة لمنظمة الصحة العالمية.

## آلية العمل
تتضمن آلية عمل الديفلوبنزورون تثبيط إنتاج الكايتين الذي تستخدمه الحشرة في بناء هيكلها الخارجي، ومن ثم يتسبب في تساقط يرقات الحشرات في وقت مبكر دون تكوين هيكل خارجي لها بشكل صحيح مما يؤدي إلى موت هذه اليرقات.

## التأثيرات الصحية والبيئية
صنفت وكالة حماية البيئة الأمريكية مركب الديفلوبنزورون باعتباره مادة غير مسرطنة، على الرغم من أن أحد مستقلبات المركب، وهو مركب 4-كلورو الأنيلين مُصنّف باعتباره مادة مسرطنة، وذلك نظرًا لأنه عند تناول الديفلوبنزورون عن طريق الابتلاع الفموي، لا تكفي الكمية الصغيرة المستقلبة منه إلى مركب 4-كلورو الأنيلين للتسبب في الإصابة بالسرطان.

## الاستخدامات التجارية
يُباع أحد المستحضرات التجارية التي يحتوي على الديفلوبنزورون تحت الاسم التجاري أديبت، ويستخدم هذا المستحضر كمنظم لنمو الحشرات، وهو مصمم لقتل يرقات البعوض الفطرية في البيوت الزجاجية والزراعات التجارية.
يُستخدم مركب الديفلوبنزورون في التربة المصابة، ويقتل يرقات البعوض الفطري لمدة 30-60 يومًا من الاستخدام الفردي. وعلى الرغم من أنه يستهدف بالأساس يرقات الفطر، إلا أنه ينبغي توخي الحذر عند استخدامه لأنه شديد السمية لمعظم اللافقاريات المائية. 
ليس لمبيد الديفلوبنزورون تأثيرات سامة على الحشرات البالغة، إذ يؤثر فقط على يرقات الحشرات. ويمكن أن يسبب مركب الديفلوبنزورون ضررًا ورقيًا خطيرًا للنباتات التي تنتمي لفصيلة الفربيون، وأنواع معينة من النباتات التي تنتمي إلى فصيلة البيغونيا، وخاصة نبات بنت القنصل، والكركديه، والريجر بيغونيا لذا يجب عدم تطبيقه على هذه الأصناف النباتية.
يستخدم الديفلوبنزورون كمبيد لليرقات في صناعة تربية الماشية، ويُباع تحت الاسم التجاري فيغيلانت، وهو مُنتج يكون على هيئة بلعة، ويستخدم للتحكم في أعداد الذباب.